# Mónica Cruz

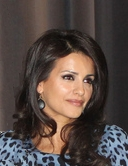
Mónica Cruz

Mónica Cruz (Madrid, 16 de març de 1977) és una ballarina professional formada pel Real Conservatorio de Danza Española, després d'haver estat durant sis anys estudiant ballet clàssic, dansa espanyola i flamenc des que tenia 4 anys
Ha rebut nombroses classes dels més prestigiosos del ball, i ha format part de la companyia de Joaquín Cortés representant "Pasión Gitana" en escenaris com el Radio City de Nova York o el Royal Albert Hall.
Mònica Cruz ha decidit seguir les passes de la seva germana Penélope Cruz en el món de la interpretació. La jove, va debutar com a actriu en la sèrie d'èxit d'Antena 3, 'Un paso adelante', i està a l'espera del seu debut cinematogràfic.

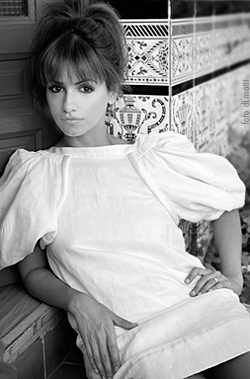
Mónica Cruz, Madrid 2007